# Замок Тильзит
За́мок Тильзи́т (нем. Ordensburg Tilsit) находится в Калининградской области в городе Советске (до 1946 года — город Тильзит). Основан в камне в 1404 году по приказу магистра Тевтонского ордена Конрада фон Юнгингена на месте старых вальных укреплений.
С 2002 года принадлежит частной компании «Новый замок».

## Описание

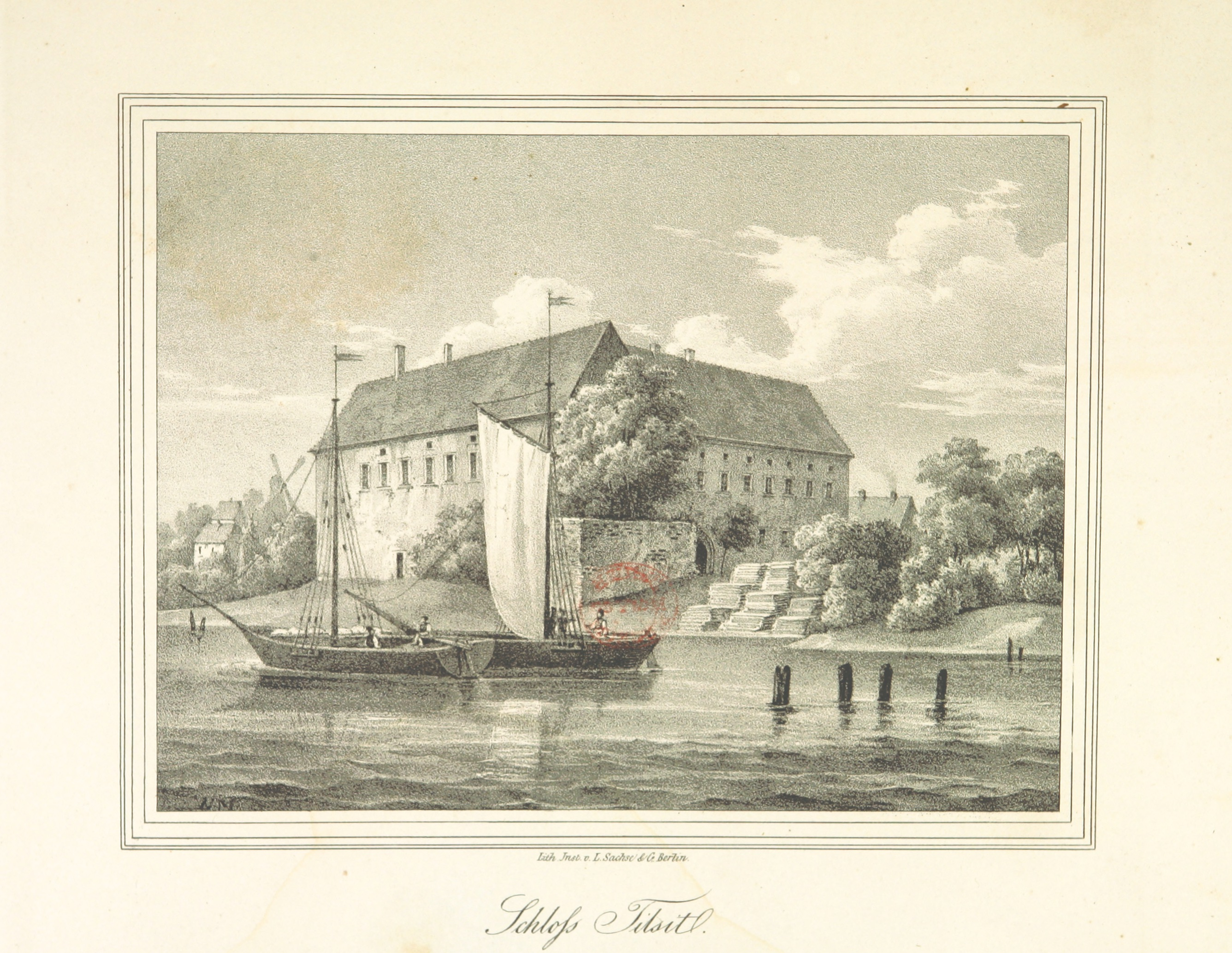
Замок Тильзит (1833)

По сохранившимся планам Коласа (1700), рисункам графини Дона (ок. 1820) и Гизе (1826—1828) можно заключить, что замок имел прямоугольный, окружённый стенами двор с главным флигелем со стороны реки Мемель. Со стороны двора в нём была массивная двухэтажная галерея с крестовыми сводами. Затем пристроили западный хозяйственный флигель и узкое здание к восточной стене замка, вероятно, конюшню. В южной стене была большая полукруглая башня высотой более 15 м (с крышей около 20 м) и в окружности 31 м. Ворота располагались в западной части замка, соединявшегося подъёмным мостом через ров с форбургом. Все постройки возвели на фундаментах из полевого камня, стены выложены из обожжённого кирпича, украсив их орнаментом в виде ромбов. Главный флигель традиционно разделялся на три этажа: первый, главный и оборонительный. Первоначальное расположение внутренних помещений определить трудно из-за многочисленных позднейших перестроек. На третьем этаже под высокой крышей располагался равномерный ряд амбразур, на первом — маленькая дверь, ведущая к реке. В западном флигеле был главный вход в замок. Долго сохранявшаяся выложенная из кирпича мостовая арка позволяет сделать вывод о существовании каменного моста, который одновременно играл роль плотины. О постройках на территории форбурга сведений нет. Общий вид представлял собой стиль архитектурной эпохи начала XV в..

## Назначение
Замок строился в качестве пограничной крепости в целях защиты рубежей Тевтонского ордена от набегов литвинов. Он относится к комтурству Рагнит. Изначально предполагалось, что этот замок заменит сожженный литовцами Каустриттен, находящийся в 4 км к востоку. Место для замка было выбрано неслучайно: с возвышенности на левом берегу Немана можно было просматривать окружающую местность на очень далекое расстояние.

## История замка
Впервые упоминается в хрониках Тевтонского ордена в 1385 году. Был основан в 1404 году у впадения реки Тильже в Мемель, в конце этого года была подготовлена площадка для дальнейшего строительства. Великий магистр Конрад фон Юнгинген пригласил для возведения замка опытного каменщика Ханнуса Болле из Данцига. Сохранился договор между ними от 26 декабря 1406 года. Руководил строительством объекта архитектор ордена Николаус Фелленштайн. Возведение внешних стен было закончено в 1408 году, а полное окончание строительства датируется 1410 годом. В феврале 1411 года замок был сильно повреждён жемайтами, они убили двух орденских братьев и семерых пруссов, сама крепость была изрядно сожжена и разграблена, однако в скором времени отремонтирована. Под защитой замка возникло прусское поселение, позже ставшее городом.
После секуляризации Ордена в герцогство место попечителя (куратора) замка занял бургграф, позднее окружной начальник. В 1537 году по личному распоряжению герцога Альбрехта в замке проводились отделочные работы. Рядом с замком были сооружены хозяйственные постройки и хранилища. Была построена дамба, Тильзитский ручей стал прудом, и герцог велел построить здесь водяную мельницу. Около замка возникло небольшое поселение с рынком и монастырём, а в 1552 году поселение получило городские права (население 3 тысячи человек).
В 1670—1671 гг. устаревшие оборонительные сооружения замка были заменены на новые бастионы, вокруг замка были оборудованы валы для установки артиллерии. В 1738 году был построен каменный мост через ров. В 1795 году в замке жил командир драгунского полка.
После утраты замком своего стратегического значения он был продан в 1805 году через аукцион 6 тильзитским торговцам за 16 500 талеров. Какое-то время в замке располагалось казино, затем масонская ложа «Ирена» и городской суд. В 1842 году строение служило местом складирования древесины. В стенах нашли приют паровая маслобойня и паровая мельница. Согласно сведениям 1844 года, там была сооружена машиностроительная фабрика. В 1873 году была введена в действие бумажная фабрика, которая сгорела спустя три года.
После пожара замок превратился в руины, которые перешли вместе с территорией к семье Кайзер, построившей на этом месте завод по производству извести. Подземные коридоры при этом использовались в качестве камер горения (топок). В 1926 году была построена высокая кирпичная труба, которая сохранилась до нашего времени.
После 1945 года замок Тильзит также использовали для производства и обжига извести, но в конце 1980-х годов он был заброшен. В 1995 году замок продали частному лицу под снос.

## Современное состояние
К началу XXI века от замка Тильзит частично сохранились остовы стен главного флигеля и перестроенная западная пристройка.
Приказом Службы государственной охраны объектов культурного населения Калининградской области от 18.01.2010 № 3 руины замка Тильзит получили статус выявленного объекта культурного наследия.
Так как замок Тильзит — это историческое место, откуда зародился город, общественность Советска уже долгое время выступает за возвращение руин замка в собственность муниципалитета и организацию в этом архитектурном памятнике прошлых эпох историко-культурного и ремесленного центра, потребность в создании которого жители города ощущают очень остро. Этот шаг позволил бы повысить туристическую привлекательность города и дал бы дополнительный импульс его социокультурному развитию.

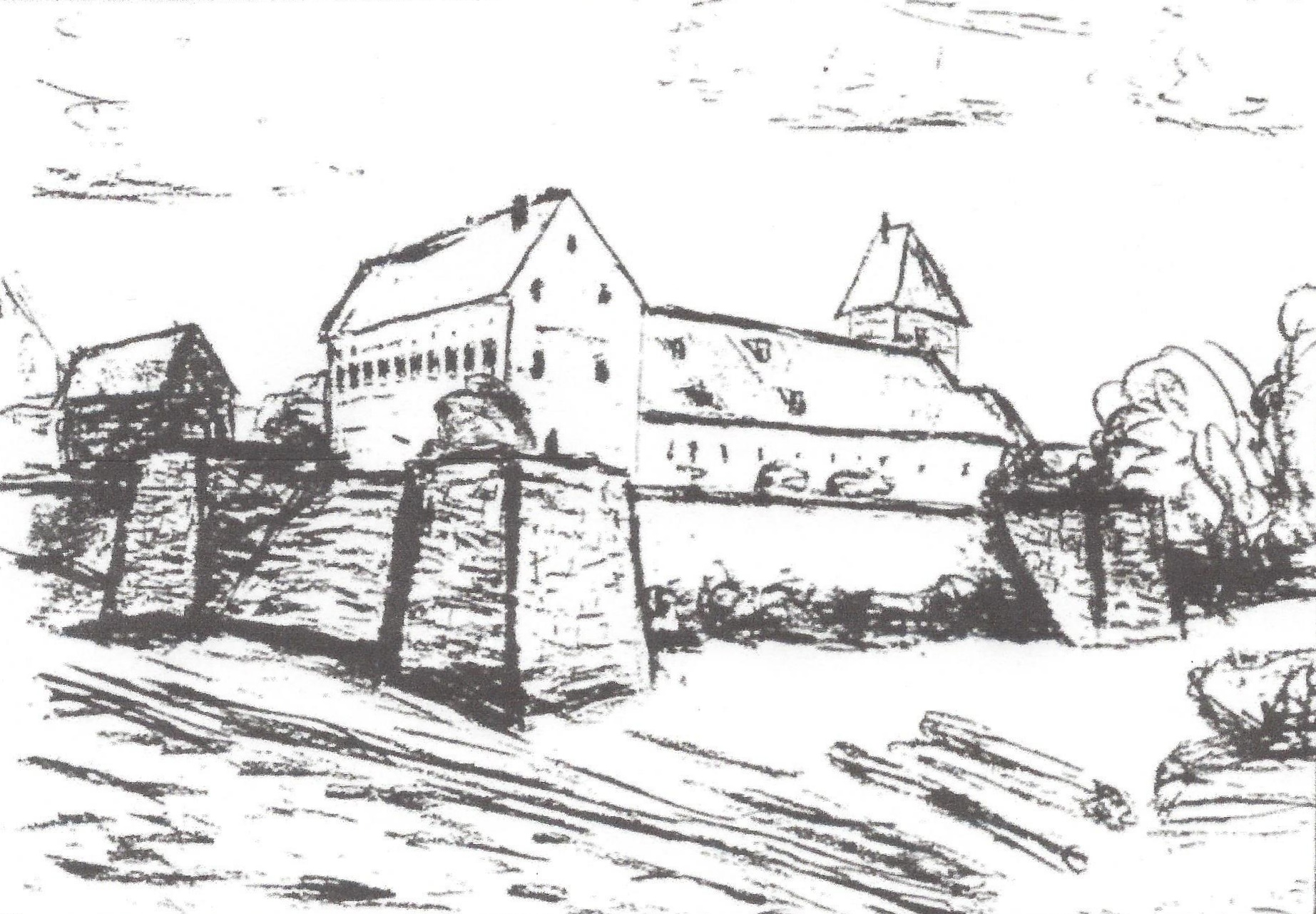
Орденский замок Тильзит
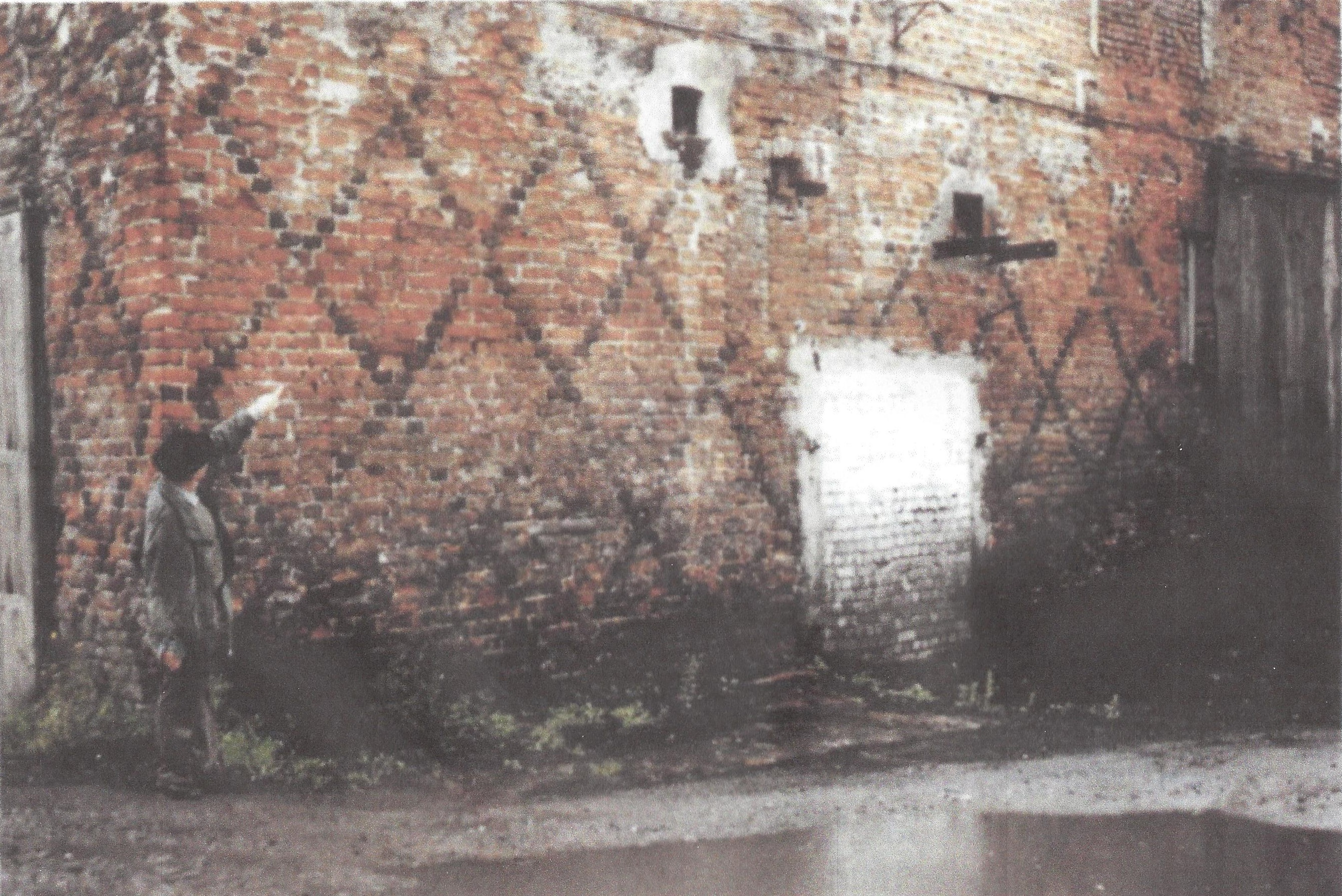
Наружные стены замка (1993)